# Eduardo Barbosa (judoca)
Eduardo Katsuhiro Barbosa (Registro, 16 de novembro de 1991) é um judoca brasileiro. Em 2019 e 2021, foi medalhista de bronze nos Campeonatos Mundiais da modalidade. E, em 2021, se classificou para sua primeira Olimpíada, em Tóquio. É irmão da também judoca Danielli Yuri, que representou o Brasil na Olimpíada de Pequim, em 2008.